# Corvus fuscicapillus
El cuervo cabecipardo (Corvus fuscicapillus) es una especie de ave paseriforme en la familia Corvidae endémica del este de Indonesia. Se encuentra amenazada por la pérdida de hábitat.

## Distribución y hábitat
Se encuentra en las islas Aru, Waigeo y el norte de Nueva Guinea. Su hábitat natural son las selvas húmedas y los manglares tropicales.